# فلاديسلافس غوتكوفسكيس
فلاديسلافس غوتكوفسكيس (2 أبريل 1995 بريغا في لاتفيا - ) هو لاعب كرة قدم لاتفي في مركز الهجوم. شارك مع منتخب لاتفيا تحت 21 سنة لكرة القدم. أما مع النوادي، فقد لعب مع نادي سكونتو و وJFK Olimps ‏.

## وصلات خارجية
- فلاديسلافس غوتكوفسكيس على موقع الاتحاد الدولي (مؤرشف)  (الإنجليزية)
- فلاديسلافس غوتكوفسكيس على موقع الاتحاد الأوربي (الإنجليزية)
- فلاديسلافس غوتكوفسكيس على موقع قاعدة بيانات كرة القدم.إي يو (الإنجليزية)
- فلاديسلافس غوتكوفسكيس على موقع ناشيونال فوتبول تيمز (الإنجليزية)
- فلاديسلافس غوتكوفسكيس على موقع Soccerbase.com (لاعب) (الإنجليزية)
- فلاديسلافس غوتكوفسكيس على موقع Soccerway.com (الإنجليزية)